# (1636) Porter
(1636) Porter est un astéroïde de la ceinture principale découvert le 23 janvier 1950 par l'astronome allemand Karl Wilhelm Reinmuth. Le lieu de découverte est Heidelberg (024). Sa désignation provisoire était 1950 BH.
Sa distance minimale d'intersection de l'orbite terrestre est de 0,962230 ua.